# Телевежа Намсан
Телевежа Намсан, (англ. YTN Seoul Tower)  відома, як Сеульська телевежа — телевізійна і оглядова вежа на горі Намсан в центрі Сеулу, Південна Корея. Висота вежі досягає 236 метрів. Побудована в 1971 році, Сеульська телевежа є першою в Кореї вежею, яка забезпечує теле- і радіомовлення в Сеулі. В даний час вежа транслює сигнали для корейських ЗМІ, таких як KBS, MBC та SBS.

## Поверхи
- Plaza P0 / B1: Вхід в обсерваторію, Рецепція, "Живий музей", кафе, дитячий театр, кімната для годування.
- Plaza P1 — квиткова каса, фуд-корт, Сад, Тераса "Трава", Сувенірний магазин.
- Plaza P2 — Ресторан, Тераса на даху, кафе
- Вежа T1 — Корейський ресторан "Hancook"
- Вежа T2 — Аналог Обсерваторії, "ставок Бажань", Sky Restroom, "Sky Coffee", Photo Studio
- Вежа T3 — Цифрова обсерваторія, цифровий потужний телескоп, Сувенірний магазин
- Вежа T5 — ресторан

## Історія
На будівництво вежі, що почалося в 1969 році, було витрачено близько 2,5 млн доларів. Для відвідувачів вежа була відкрита в 1980 році. Будівництво Сеульської вежі завершилося 3 грудня 1971 року, але на той момент на ній не було встановлено необхідне обладнання. У серпні 1975 року на третьому поверсі з'явилися оглядовий майданчик, музей, відкритий зал, сувенірний магазин та інші об'єкти. Однак, незважаючи на завершення будівництва вежі, оглядовий майданчик був закритий для відвідувачів аж до 15 жовтня 1980 року. Після відкриття вежа стала визначною пам'яткою Сеулу. Висота вежі — 236,7 метрів, але завдяки горі, на якій вона розташований, сумарна висота над рівнем моря — 479,7 метрів.
Коли первісний власник об'єднався з конгломератом CJ Group, назву вежі змінили на Сеульська вежа N (офіційна назва CJ Seoul Tower). Вона також була відомою, як вежа Намсан або Сеульська вежа. Це перша радіохвильова вежа Кореї, на якій знаходяться антени-передавачі каналів  Korean Broadcasting System, Munhwa Broadcasting Corporation, Seoul Broadcasting System TV, FM, TBS, CBS, і BBS FM.. Згідно з оцінками мандрівників і читачів, Сеульська телевежа входить в число 500 найкращих пам'яток світу.

## Цікаві місця та розваги
Щоб дістатися до вежі, багато відвідувачів піднімаються на гору Намсан на фунікулері канатною дорогою Намсан, яка стала першою канатною дорогою в Кореї. Вежа є пам'ятником архітектури національного значення і частиною міського пейзажу. Вежа з висотою 236,7 метрів, знаходиться на горі Намсан (на висоті 243 метри). Кожного року вежа приваблює кілька тисяч місцевих та іноземних туристів (особливо в нічний час, коли вмикаються вогні). Фотографам подобається панорамний вид, який відкривається з вежі. Щорічно близько 8,4 млн осіб відвідують Сеульську вежу N, поруч з якою розташовані багато інших визначних пам'яток Південної Кореї, в тому числі парк Намсан і Намсанське село. Відвідувачі можуть піднятися на вежу за плату, яка відрізняється для кожної з наступних вікових груп: діти, дорослі, люди похилого віку і підлітки. Ціна квитків залежить від зон відвідування та кількості осіб в групі. Сеульська телевежа розділена на три основні частини: Лобі N, Плаза N і Вежа N. Плаза N займає два поверхи, а Вежа N — чотири.

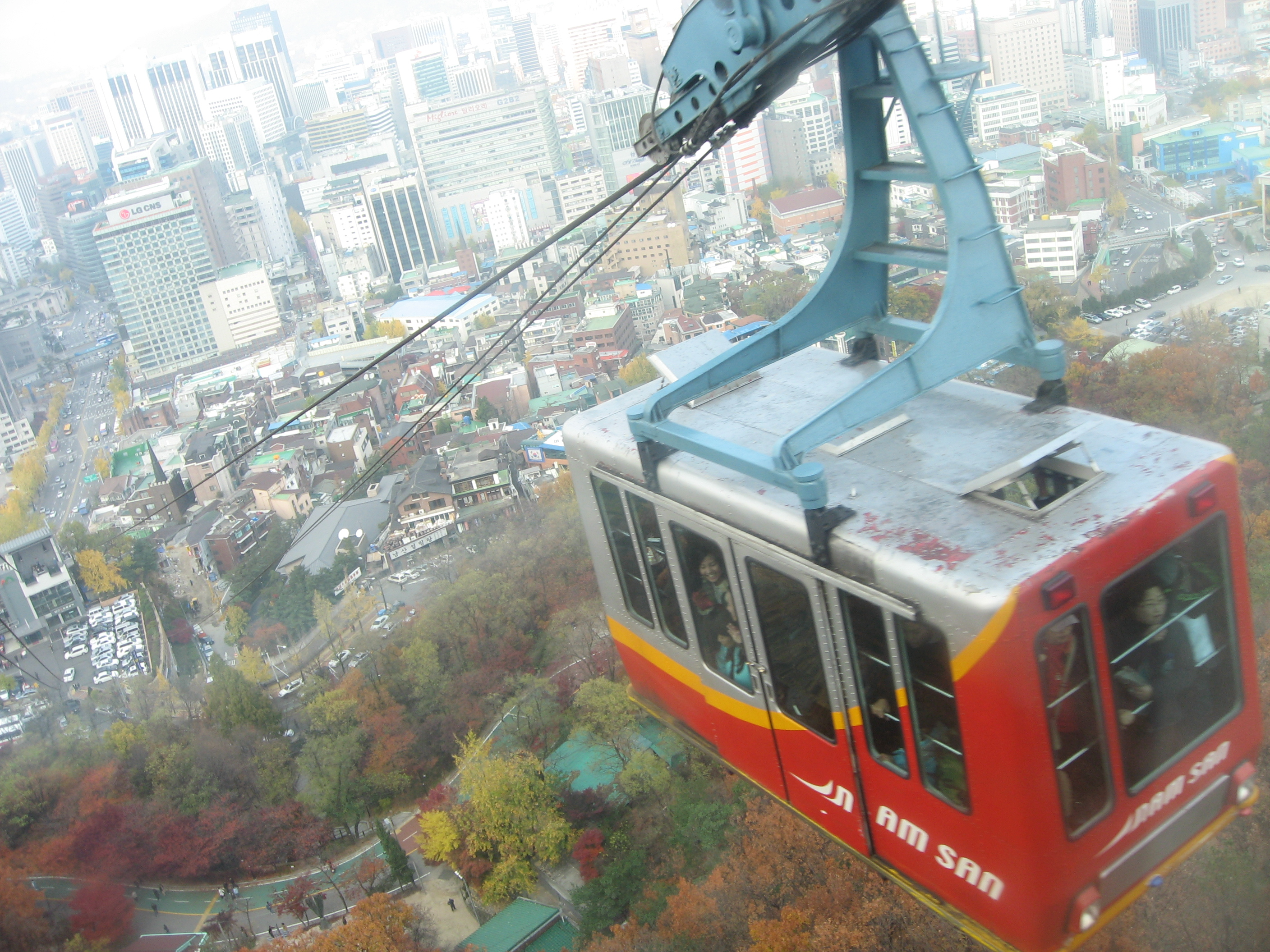
Вид з фунікулера.

У 2008 році в телевежі був відкритий Музей плюшевих ведмедиків Тедді, під час святкування його відкриття змайстрували 7-метрову ялинку з 300 плюшевих ведмежат. Образи плюшевих ведмедиків демонструють не тільки минуле, сьогодення і майбутнє Сеула, але і пам'ятки міста, такі як струмок Чхонгечхон, вулиці Мендон і Ісадон, ворота Тондемун.

Панорамний вид з вежі

Нічний вид з вежі

Згідно з опитуванням, проведеного урядом Сеула в листопаді 2011 року, близько 16% з людей висловили думку про те, що кріпити замочки з іменами на паркані телевежі, як символ любові, було їх улюбленим заняттям в Сеулі. Це можна зробити як і на 2-му поверсі Плази N, так і на терасі. «Замочки кохання» символізують вічне кохання, з цієї причини даний звичай часто показується в багатьох корейських телесеріалах і фільмах.
У Вежі N багато інших визначних пам'яток, серед яких цифрова обсерваторія і Ставок бажань. Ставок бажань знаходиться на другому поверсі телевежі, де люди, які мріють про вічну любов, кидають у ставок монети, в надії, що їх бажання збудеться. Монети збирають і передають до фонду допомоги розвитку шкіл в Китаї та Південно-Східної Азії. На третьому поверсі знаходиться оновлені в 2011 р оглядовий майданчик і обсерваторія. Оглядовий майданчик пропонує 360-градусну панораму міста, а в обсерваторії демонструється 600-річна історії Кореї на 36 екранах. 
Вежа освітлюється синім кольором після заходу сонця і до 23:00 (до 22:00 в зимовий час). Навесні 2012 року вежа освітлювалась протягом 52 днів, що на чотири дні більше, ніж в 2011 році. Відвідувачам телевежі доступні різноманітні лазерні художні шоу, завдяки використанню новітніх світлодіодних технологій. Сеульська телевежа організовує різноманітні світлові шоу, такі як «Вогники Світла» чи «Світловий душ».
Згідно з опитуванням, проведеним серед іноземних туристів у 2012 році, Сеульська телевежа посіла перше місце серед визначних пам'яток міста. Більше того, вона стала символом Сеула.

## Галерея

Телевежа Намсан уночі